# Вілла-Верд (Техас)
Вілла-Верд (англ. Villa Verde) — переписна місцевість (CDP) в США, в окрузі Ідальго штату Техас. Населення — 711 особа (2020).

## Географія
Вілла-Верд розташована за координатами 26°7′48″ пн. ш. 97°59′44″ зх. д. / 26.13000° пн. ш. 97.99556° зх. д. (26.130021, -97.995679).  За даними Бюро перепису населення США в 2010 році переписна місцевість мала площу 0,87 км², уся площа — суходіл.

## Демографія
Згідно з переписом 2010 року, у переписній місцевості мешкали 874 особи в 217 домогосподарствах у складі 196 родин. Густота населення становила 1007 осіб/км².  Було 232 помешкання (267/км²). 
Расовий склад населення:
| - 84,6 % — білих - 0,8 % — корінних американців - 0,7 % — азіатів - 0,3 % — чорних або афроамериканців - 12,6 % — осіб інших рас |

До двох чи більше рас належало 1,0 %. Іспаномовні складали 95,2 % від усіх жителів.
За віковим діапазоном населення розподілялося таким чином: 33,4 % — особи молодші 18 років, 56,0 % — особи у віці 18—64 років, 10,6 % — особи у віці 65 років та старші. Медіана віку мешканця становила 29,8 року. На 100 осіб жіночої статі у переписній місцевості припадало 93,4 чоловіків;  на 100 жінок у віці від 18 років та старших — 91,4 чоловіків також старших 18 років.
Середній дохід на одне домашнє господарство  становив 17 944 долари США (медіана — 17 601), а середній дохід на одну сім'ю — 20 369 доларів (медіана — 19 009). За межею бідності перебувало 45,5 % осіб, у тому числі 100,0 % дітей у віці до 18 років та 26,2 % осіб у віці 65 років та старших.
Цивільне працевлаштоване населення становило 153 особи. Основні галузі зайнятості: освіта, охорона здоров'я та соціальна допомога — 34,0 %, транспорт — 21,6 %, виробництво — 18,3 %.